# Cosciniopsis castanea
Cosciniopsis castanea är en mossdjursart som beskrevs av Cook 1985. Cosciniopsis castanea ingår i släktet Cosciniopsis och familjen Gigantoporidae. Inga underarter finns listade i Catalogue of Life.